# Malpas Reservoir
Das Malpas Reservoir ist ein Stausee im Nordosten des australischen Bundesstaates New South Wales. Er ist einer von drei künstlichen Seen im Einzugsbereich des Macleay River.
Der See liegt am Gara River, 9 km südöstlich der Stadt Guyra, östlich des New England Highway. Nur der Gara River speist den Stausee an den Südhängen der Great Dividing Range.